# Sonda d'hibridació
En biologia molecular, una sonda d'hibridació és un fragment d'ADN o ARN de longitud variable (generalment d'una longitud de 100-1.000 bases) que s'utilitza en les mostres que contenen ADN o ARN per detectar la presència de nucleòtids amb seqüències complementàries a la seqüència de la sonda. La sonda s'hibrida (s'uneix) a la seqüència complementària inclosa en el fragment de l'àcid nucleic de cadena simple (ADN o ARN) de la mostra per aparellament de bases entre la sonda i la diana. La sonda marcada és primer desnaturalitzada (per escalfament o sota condicions alcalines com ara l'exposició a hidròxid de sodi) en l'ADN de cadena senzilla (ssDNA) i després s'hibriden a la diana ssDNA (transferència Southern) o ARN (transferència d'RNA) immobilitzat en una membrana o in situ.
Per detectar la hibridació de la sonda amb la seva seqüència diana, la sonda s'“etiqueta” o "marca" amb un o element radioactiu o més recentment amb un grup funcional fluorescent (més recentment); marcadors comunament usats són el ³² P (un isòtop radioactiu de fòsfor incorporat a l'enllaç fosfodièster a la sonda d'ADN) o digoxigenina, que és marcador basat en un anticòs no radioactiu. Seqüències d'ADN o transcripcions d'ARN que tenen de moderada a alta similitud de seqüència a la sonda es detecta llavors mitjançant la visualització de la sonda hibridada mitjançant autoradiografia o altres tècniques de formació d'imatges. Normalment, una de les fotos de raigs X es prenen del filtre, o el filtre es col·loca sota llum ultraviolada. La detecció de seqüències amb similitud moderada o alta depèn de com les condicions d'hibridació rigoroses es van aplicar - alta rigor, com ara temperatura d'hibridació d'alta i baixa en sal en els tampons d'hibridació, només permet la hibridació entre àcids nucleics seqüències que són molt similars, mentre que baixa rigor, tal com una menor temperatura i concentració salina elevada, permet la hibridació quan les seqüències són menys similars. Les sondes d'hibridació d'ADN utilitzats en microarrays es refereixen a ADN unit covalentment a una superfície inert, tal com portaobjectes de vidre recoberts o xips de gens, a la qual un ADNc diana s'hibrida mòbil.
Depenent del mètode, la sonda es pot sintetitzar usant el mètode de la fosforamidita, o pot ser generat i etiquetatge per PCR d'amplificació o de clonació (ambdós són els mètodes més antics). Per tal d'augmentar la in vivo l'estabilitat de la sonda d'ARN no s'utilitza, en lloc anàlegs d'ARN pot ser utilitzat, en particular derivats de morfolino. Les sondes moleculars basades en ADN o ARN són usades rutinàriament en el cribratge de llibreries de gens de, la detecció de seqüències de nucleòtids amb els mètodes de blotting, i en les tecnologies genètiques, com ara microarrays d'àcid nucleic i teixits.

## Usos en ecologia microbiana
Dins el camp de l'ecologia microbiana, s'utilitzen sondes d'oligonucleòtids amb la finalitat de determinar la presència d'espècies microbianes, gèneres o microorganismes classificats en un nivell més ampli, com ara bacteris, arqueus i eucariotes, mitjançant hibridació in situ fluorescent (FISH).
Les sondes de rRNA han permès als científics detectar els microorganismes, encara no puguin cultivar al laboratori, mitjançant la recuperació de seqüències de rRNA directament des del medi ambient.
Exemples d'aquests tipus de microorganismes inclouen:
- Nevskia ramosa : N. ramosa és un bacteri del nèuston formes típiques, dichotomically-rosetes de ramificació en la superfície d'hàbitats d'aigua dolça poc profundes.[4]
- Achromatium oxaliferum: Aquest bacteri enorme (longitud de la cèl·lula fins> 100 μm, diàmetre de fins a 50 μm) conté grànuls de sofre i inclusions de calcita massiva i habita en les capes superiors dels sediments d'aigua dolça. És visible a simple vista i té, i per la seva resistència a cultiu ha desconcertat generacions de microbiòlegs.[5]

## Limitacions
En alguns casos, la diferenciació entre espècies pot ser problemàtic quan s'usen seqüències d'ARN ribosòmic 16S a causa de la semblança. En aquests casos, l'ARN ribosòmic 23S pot ser una millor alternativa.
La biblioteca estàndard global de seqüències de rRNA està sent cada vegada més gran i s'actualitza contínuament i, per tant, la possibilitat d'un esdeveniment d'hibridació aleatòria entre una sonda específicament dissenyat (basat en la completa i les dades actuals d'una gamma d'organismes de prova) i un organisme diana no desitjada / desconegut no pot ser fàcilment rebutjat.
Per contra, és possible que hi hagi els microorganismes, encara no identificats, que són filogenèticament membres d'una destinació de la sonda grup, però tenen llocs objectiu parcials o gairebé perfecta. Això en general s'aplica al disseny de sondes específiques de grup.
Probablement, la major limitació pràctica d'aquesta tècnica és la manca d'automatització disponible.

## Ciència forense
En ciències forenses, s'utilitzen sondes d'hibridació, per exemple, en els mètodes de detecció de regions de microsatèl·lits i en les regions del polimorfisme de longitud dels fragments de restricció (RFLP), tots els quals són àmpliament utilitzats com a part de l'anàlisi de l'empremta genètica.